# Irvin Kershner
Irvin Kershner (n. 20 aprilie 1923 – d. 27 noiembrie 2010) a fost un regizor american și, ocazional, actor, cel mai bine cunoscut pentru regizarea filmelor Star Wars Episode V: The Empire Strikes Back, filmul cu James Bond Never Say Never Again, și RoboCop 2.

## Filmografie
- Stakeout on Dope Street (1958)
- The Young Captives (1959)
- Hoodlum Priest (1961)
- Face in the Rain (1963)
- The Luck of Ginger Coffey (1964)
- A Fine Madness (1966)
- The Flim-Flam Man (1967)
- Loving (1970)
- Up the Sandbox (1972)
- S*P*Y*S (1974)
- The Return of a Man Called Horse (1976)
- Raid on Entebbe (TV) (1977)
- Ochii Laurei Mars (1978)
- Războiul stelelor - Episodul V: Imperiul contraatacă (1980)
- Niciodată să nu spui niciodată (1983)
- Ultima ispită a lui Isus (ca actor) (1988)
- RoboCop 2 (1990)
- SeaQuest DSV (serial TV) (1993)